# Dichaetomyia fulva
Dichaetomyia fulva är en tvåvingeart som först beskrevs av Seguy 1937.  Dichaetomyia fulva ingår i släktet Dichaetomyia och familjen husflugor. Inga underarter finns listade i Catalogue of Life.